# Condado de Sucha
Condado de Sucha (polaco: powiat suski) é um powiat (condado) da Polónia, na voivodia da Pequena Polónia. A sede do condado é a cidade de Sucha Beskidzka. Estende-se por uma área de 685,75 km², com 81 885 habitantes, segundo o censo de 2005, com uma densidade de 119,41 hab/km².

## Divisões admistrativas
O condado possui:
Comunas urbanas: Jordanów, Sucha Beskidzka
Comunas urbana-rurais: Maków Podhalański
Comunas rurais: Budzów, Bystra-Sidzina, Jordanów, Stryszawa, Zawoja, Zembrzyce
Condados vizinhos: żywieckim, Wadowickim, Myślenickim e nowotarskim.

## Demografia
População (dados de 30 de Junho de 2005):
|          | Total   | Total | Mulheres | Mulheres | Homens  | Homens |
| -------- | ------- | ----- | -------- | -------- | ------- | ------ |
|          | pessoas | %     | pessoas  | %        | pessoas | %      |
| Total    | 81 885  | 100   | 41 255   | 50,4     | 40 630  | 49,6   |
| Cidades  | 20 583  | 100   | 10 669   | 51,8     | 9914    | 48,2   |
| Povoados | 61 302  | 100   | 30 586   | 49,9     | 30 716  | 50,1   |